# Xã Manhattan, Quận Riley, Kansas
Xã Manhattan (tiếng Anh: Manhattan Township) là một xã thuộc quận Riley, tiểu bang Kansas, Hoa Kỳ. Năm 2010, dân số của xã này là 2.444 người.